# Player's Ball
"Player's Ball" é o single de estreia da dupla de hip hop OutKast. O single foi lançado em 1993 e foi tirado do álbum de estreia da dupla, Southernplayalisticadillacmuzik. A canção é sobre a natureza da vida no Sul dos Estados Unidos, e sobre crescer com a cultura hip hop. O título se refere a uma convenção anual de cafetões em Chicago. A canção foi referenciada duas vezes em outras canções da banda, incluindo a última faixa do álbum de estreia, e no single Elevators (Me & You). O single chegou ao número 37 na Billboard Hot 100, se tornando a maior posição de um single de Southernplayalisticadillacmuzik.

## Lista de faixas
CD Single
1. "Player's Ball" (Radio Edit) - 3:56
2. "Player's Ball" (Album Version) - 4:22
3. "Player's Ball" (TV Mix) - 4:23
4. "Player's Ball" (Video Version) - 4:14

Cassette Single
1. "Player's Ball" (Radio Edit) - 3:56
2. "Player's Ball" (Album Version) - 4:22
3. "Player's Ball" (Instrumental) - 4:14
4. "Player's Ball" (TV Mix) - 4:23

12" Vinyl Single
1. "Player's Ball" (Extended Version) - 6:00
2. "Player's Ball" (Radio Edit - Dirty) - 3:56
3. "Player's Ball" (Radio Edit - Clean) - 4:23
4. "Player's Ball" (Remix Version) - 4:27
5. "Player's Ball" (Instrumental) - 4:14

## Posições
| Parada (1993)                                                 | Melhor posição |
| ------------------------------------------------------------- | -------------- |
| Estados Unidos (Billboard Hot 100)                            | 37             |
| Estados Unidos (Billboard R&B/Hip-Hop Songs)                  | 12             |
| Estados Unidos (Billboard Hot Rap Songs)                      | 1              |
| Estados Unidos (Billboard Hot Dance Music/Maxi-Singles Sales) | 6              |
| Reino Unido (UK Singles Chart)                                | 92             |